# Beeston Regis
Beeston Regis  (ONS-code E04006393) is een civil parish nabij Cromer in het bestuurlijke gebied North Norfolk, in het Engelse graafschap Norfolk.
Beeston Regis staat geregistreerd in het Domesday Book. De plaats was tot 1399 bekend als Beeston-next-the-Sea.